# Buckingham House (HBC handelsstation)
Buckingham House var en vigtig handelsstation drevet af Hudson's Bay Company på prærien ved North Saskatchewan River i Alberta, Canada, fra 1792 til 1800.:80  Huset fungerede dels som et sted at tage imod indianere med pelse og proviant at bytte med og dels som et lager og depot for nogle af det engelske pelskompagnis små handelsstationer i oplandet.:i  Buckingham House var kompagniets hoved-handelsstation ved North Saskatchewan River fra 1794:80  og to år frem.:81 
I 1966 foretog man arkæologiske udgravninger i det opdyrkede område:17  med ruinen af Buckingham House i nærheden af byen Elk Point.:3 

## Buckingham House bygges
I oktober 1792 startede byggeriet af Buckingham House på nordsiden af North Saskatchewan River under ledelse af faktor William Tomison.:16  Med lokalt fældet træ rejste mændene først selve handelshuset på 19 x 8 meter.:40  Det var i to etager og med et ekspeditionslokale, rum til visse af de ansatte, lagerplads til både varer og indkøbte pelse samt en lille, lav kælder. Husets vinduer var af gennemskinneligt skind (pergament).:41  Bygningen havde mindst to skorstene bygget af sten hugget ud et sted i nærheden og trukket hen til pladsen med heste.:42 
Kun små 300 meter øst for Hudson’s Bay Companys nybyggeri lå det canadiske North West Companys handelsstation Fort George, der akkurat var færdigbygget. Hvor det ene pelskompagni byggede, etablerede konkurrenten sig snart efter.:16 
Lige før årets udgang beskyttede en knap fire meter høj palisade:35  grunden med huset. Indenfor palisaden blev der sidenhen bygget en smedje, et provianthus og små hytter til de ansatte og deres eventuelle koner og børn.:48  Folkene konstruerede en skindpresser et sted på pladsen:21  og en høj flagstang kom op.:48  Efter en udvidelse af palisaden i 1793 og 1794:35  var den næsten kvadratisk med sider på ca. 36 meter.:37 
Mændene gravede aflange, lave huller og forede dem med græs til opbevaring af husets skrøbelige birkebarks-kanoer, ligesom de færdiggjorde et par brønde.:48  Med tiden anlagde de haver på frugtbare steder lidt oppe ad floden, da Buckingham House var bygget på groft sand.:17 

## Folkene i Buckingham House
Husets faktor tilrettelagde arbejdet i og omkring handelsstationen, stod for handelen med de indfødte og repræsenterede Hudson’s Bay Company overfor f.eks. konkurrenterne i Fort George.:18  Faktoren boede antageligt i hovedbygningen sammen med sin familie.:41 
En smed var tilknyttet stedet;:18  uden ham ingen søm, beslag og hængsler. En skrædder syede tøj til de ansatte. Han kreerede også de overdådige dragter at belønne værdige indianere med, altså de indfødte lejrledere der holdt gang i handelsstationen ved loyalt at komme med mange skind og huder til den. Kano- og bådebyggere samt tømrere var periodevist ansat og ligeledes en bødker.:19 
Et vekslende antal arbejdsmænd udførte forskelligt forefaldende arbejde. De savede f.eks. planker ud, reparerede skindpresseren, transporterede varer fra Buckingham House til andre steder med enten kano, hest eller slæde,:20  tætnede hulrum i husets træværk med ler eller mudder,:42  slog græs og samlede hø til hestene,:12  lavede mad i et opstillet telt og savede isblokke ud af den frosne flod om vinteren til et skur brugt som kølerum til opbevaring af fersk kød.:48  Nogle mænd havde deres nærmeste familie med.:22  Visse af arbejdsstyrkens koner udførte sandsynligvis nødvendige jobs til gavn for handelsstationen og i sidste ende Hudson’s Bay Company. De syede f.eks. mokkasiner og trak snorene i snesko.:26 
I vinteren 1796 boede der i alt 33 ansatte i Buckingham House.:81 
Mindst én indfødt jæger var jævnligt ansat til at forsyne huset med fresk vildtkød. Han holdt til i en teltlejr et stykke fra fortet.:20 
Efter at gros ventre krigere havde plyndret pelskompagniets Manchester House længere nede ad floden i efteråret 1793:43  søgte de ansatte sikkerhed bag palisaden i Buckingham House. Da 200 gros ventres angreb og brændte South Branch House ved South Saskatchewan River den følgende sommer,:33  gav Buckingham House nok også tiltrængt ly til de husvilde mænd i kanoer med nye varer til South Branch House helt fra York Factory.:81 

## Handelsstationens kunder og pelsleverandører
Tipilejre fra alle blackfoot folkets tre divisioner opsøgte fortet med handel for øje, og det samme gjorde disses allierede i gros ventre – og sarsi stammen. Præriestammerne bragte lidt pelse med sig, men især byttede de tørret kød til brugbare ting fundet blandt husets udvalg af varer.
Plains crees og assiniboiner samt nogle vestlige chippewas og mohawks fandt også vej til Buckingham House.:23  De kom med værdsatte bæverskind og desuden med pelse af f.eks. moskusrotter, oddere, ildere samt ræve og grævlinger.:12 

## Vareudvalget
Varerne bragt til Buckingham House ad vandvejene fra York Factory var f.eks. perler i forskellige størrelser og farver, bajonetter, tæpper i forskellige stribemønstre og kvaliteter,:245  bomuld med tryk på, flint til flintebøsser, krudt, gryder i 12 størrelser,:246  tønder med blyhagl til at skyde med, tobak fra Brasilien:247  samt rigelige mængder brændevin.:245  Huset tilbød også patent-medicin på flasker.:218 

## Årets arbejdsrytme
På alle tider af året kunne det være nødvendigt at bringe gods fra lageret ud til de små handelsstationer i omegnen, og husets heste skulle både passes og passes på; navnlig assiniboinerne gik for at have kig på handelsstationens ridedyr. Folkene måtte altid være parat til at åbne porten for områdets indfødte, når de kom for at handle. Hvis disses lejr lå på den anden side af North Saskatchewan River sejlede de ansatte dem frem og tilbage over floden.:22 
Når floderne var isfri om foråret skulle en del af mændene sejle de erhvervede, pressede og pakkede pelse til York Factory ved Hudson Bay omkring 1500 kilometer østpå. Det foregik i handelsstationens eftersete og eventuelt reparerede eller nybyggede kanoer.:21  På turen ernærede mændene sig nærmest udelukkende af medbragte mængder tørret kød, der til dels var købt af områdets indfødte.:12  Det tog dage at laste kanoerne.:21 
Den reducerede arbejdsstyrke brugte sommeren på at vedligeholde bygningerne, hugge brænde til den kolde tid og passe haverne:21  med salat og kartofler.:11 
Engang i efteråret returnerede mændene fra York Factory med kanoerne lastet med varer til næste sæsons byttehandler med de indfødte. Undervejs havde de både padlet, tovtrukket og båret kanoerne frem mod endemålet.:20 
Om vinteren klargjorde mændene materialer af forskellig art,:22  så huset var forberedt til arbejdspresset forud for forårstransporten af årets erhvervede pelse og skind. To bådebyggere ankom til Buckingham House i 1796 og praktiserede deres erhverv vinteren igennem.:19  Af knaphed på proviant visse vintre måtte nogle ansatte forlade huset og søge hen til bedre jagtmarker i vildmarken, hvor de kunne nedlægge vildt og forsørge sig selv til foråret kom.:91 

## Buckingham House lukkes
Buckingham House lukkede i maj 1800 efter at konkurrenten North West Company havde forladt Fort George kort tid før. Hudson’s Bay Company erstattede handelsstationen med Island House, der blev anlagt på en ø i North Saskatchewan River omkring 20 kilometer højere oppe ad floden.:26 